# Ca la Pilar (Viladecans)
La Casa Pilar Moragues o Ca la Pilar és una casa d'estiueig modernista de Viladecans, creada per l'arquitecte català Josep Puig i Cadafalch l'any 1917. Es localitza entre la riera de Sant Climent a l'oest, les maresmes d'El Remolar-Filipines al nord i a l'est, i la platja del Remolar al sud. Va ser declarada Bé Cultural d'Interès Local pel ajuntament de Viladecans el 26 d’abril de 2007 per la seva especial rellevància per al municipi i el front marítim.

La forta imatge exterior de la casa rau en la pronunciada inclinació dels faldons de coberta, així com en l’ús intensiu de la fusta, amb un resultat final de reminiscències a l'estil secessionista vienès.

## Descripció
L’edifici és la casa principal d’un conjunt de estructures reformades que a més es componen de dues cases auxiliars, una destinada a casa del guarda i altra al servei, una caseta per al bany, adossada al cantó sud-est d’un estany artificial que té forma de polígon romboïdal, buit avui dia, i diversos elements de mobiliari de jardí. Les edificacions exemptes del conjunt són de forma rectangular i teulada a dues aigües, excepte la caseta de bany, que és a quatre aigües. A part de la casa principal, que consta de planta baixa, planta pis, golfa i semisoterrani, les edificacions restants tenen una sola planta. Les cases auxiliars es van construir amb posterioritat per a donar suport a la principal.
La casa principal, estucada en color blanc, està elevada sobre una plata forma, de manera que una sèrie de graons permetien arribar al nivell de les dues portes d’accés. La porta principal es localitza en la façana est. En les façanes predominen les finestres verticals a la planta primera i façana nord, que contrasten amb les obertures horitzontals coronades per arcs rebaixats de la planta baixa. En la planta pis, les obertures formen llucanes amb petita teulada a dues vessants.
L’escopidor de totes les finestres presenta rajola de ceràmica vidriada de color verd amb persianes enrotllables en planta baixa i porticons en la planta pis. Destaca, també, la finestra del celler, que es tanca amb una reixa de ferro forjat, d'estil modernista, formant estels de sis puntes. L'encavallada de la coberta de les golfes de la casa mostra més inclinació terminant en el primer pis.
A l'interior, destaquen els paviments hidràulics, diferents segons l'ús de l'estança. El sòcol de la sala menjador es forma amb rajola esmaltada, que reprodueix motius geomètrics i vegetals, d'alçada variable. Aquest terra forma un bon conjunt unit amb els arrimadors de les parets, de rajola vidriada i verda, i la presència d'arcs rebaixats i columnes amb capitells jònics. En la planta del primer pis domina el terra l'empostissat de fusta, a excepció del bany. A les golfes, el terra és de rajola ceràmica sense decorar.

## Història
El nom de Ca la Pilar ens condueix a la seva primera propietària: la burgesa Pilar Moragues i Estradé qui va contactar amb l'estudi d'en Puig i Cadafalch per tal de projectar una casa d'estiueig, vora la platja de Viladecans. Avui la titularitat és de Aena, que va cedir-ne la gestió a l'Ajuntament de Viladecans.